# Ematurga nigrescens
Ematurga nigrescens là một loài bướm đêm trong họ Geometridae.